# Falkenberg (Lilienthal)
Falkenberg ist ein Ortsteil der Gemeinde Lilienthal bei Bremen.

## Geographie
Die alten Gehöfte des Dorfes lagen (und liegen) entlang der in unterschiedlichem Abstand parallel zur Wörpe verlaufenden Landstraße. Heutzutage geht die Bebauung annähernd bruchlos in die des eigentlichen Lilienthal über.

## Geschichte
Im Verlauf der heutigen Falkenberger Landstraße soll schon vor dem Jahr 1000 n. Chr. ein erster Deich angelegt worden sein, in Urkunden als Antiqua Sidewendige bezeichnet. Bis zur Reformation gehörte Falkenberg zum umfangreichen Landbesitz des 1232 gegründeten Zisterzienserinnenklosters Lilienthal. Nach Übernahme der Reformation blieb das Kloster zunächst bestehen. Erst 1630 zogen die Klosterschwestern nach Bremen. Nach Einrichtung des Klosteramtes unter schwedischer Hoheit 1650 konnten die Bauern neue Siedlerstellen errichten.
- 1820 wurde an der Wörpe eine Branntweinbrennerei gegründet.
- 1882 ging das Amt Lilienthal im Landkreis Osterholz auf.
- 1900 nahm die Kleinbahn Bremen–Tarmstedt, im Volksmund nach dem Lokalpolitiker Johann Reiners benannt, ihren Betrieb auf; der Bahnhof Falkenberg befand sich an der von Bremen aus gesehen zweiten Kreuzung zwischen Bahnstrecke und Landstraße.
- 1937 wurde Falkenberg zusammen mit Butendiek, Moorhausen, Trupe und Trupermoor nach Lilienthal eingemeindet.[1]
- 1954 wurde die Kleinbahn von Bremen bis Falkenberg stillgelegt, 1956 auch von Falkenberg bis Tarmstedt.
- 1974 wurde das Schulzentrum Schoofmoor eingeweiht.

## Kultur und Sehenswürdigkeiten
- Schulmuseum Lilienthal in der Alten Schule Falkenberg
- Schützenverein Heidberg-Falkenberg von 1871 e. V.

## Wirtschaft und Infrastruktur
In Falkenberg liegt das Lilienthaler Schulzentrum Schoofmoor mit allen Jahrgangsstufen von der Grundschule bis zum Gymnasium. Es gibt zwei Kindertagesstätten, vier Gaststätten mit teils deutscher, teils internationaler Küche, sowie zwei Sportvereine.
Im Juli/August 2014 wurde die Verlängerung der Bremer Straßenbahn-Linie 4 von Bremen-Borgfeld durch die Lilienthaler Hauptstraße nach Falkenberg fertiggestellt.